# 日本緑内障学会
日本緑内障学会（にほんりょくないしょうがっかい、英語：Japan Glaucoma Society）は、緑内障に関する基礎的、臨床的研究の進歩発展を図ることを目的とする、日本の学術団体である。

## 概要
1989年に設立された。本部は千葉県松戸市に所在。

## 学会誌
- あたらしい眼科別冊　緑内障[1]

## 年次学術集会
- 日本緑内障学会[2]

## 学術奨励賞
- 須田記念緑内障治療研究奨励基金[3]